# Cerasmatrichia spinosa
Cerasmatrichia spinosa är en nattsländeart som beskrevs av Flint, Harris och Lazar Botosaneanu 1994. Cerasmatrichia spinosa ingår i släktet Cerasmatrichia och familjen smånattsländor. Inga underarter finns listade i Catalogue of Life.